# 萨翁林纳歌剧节

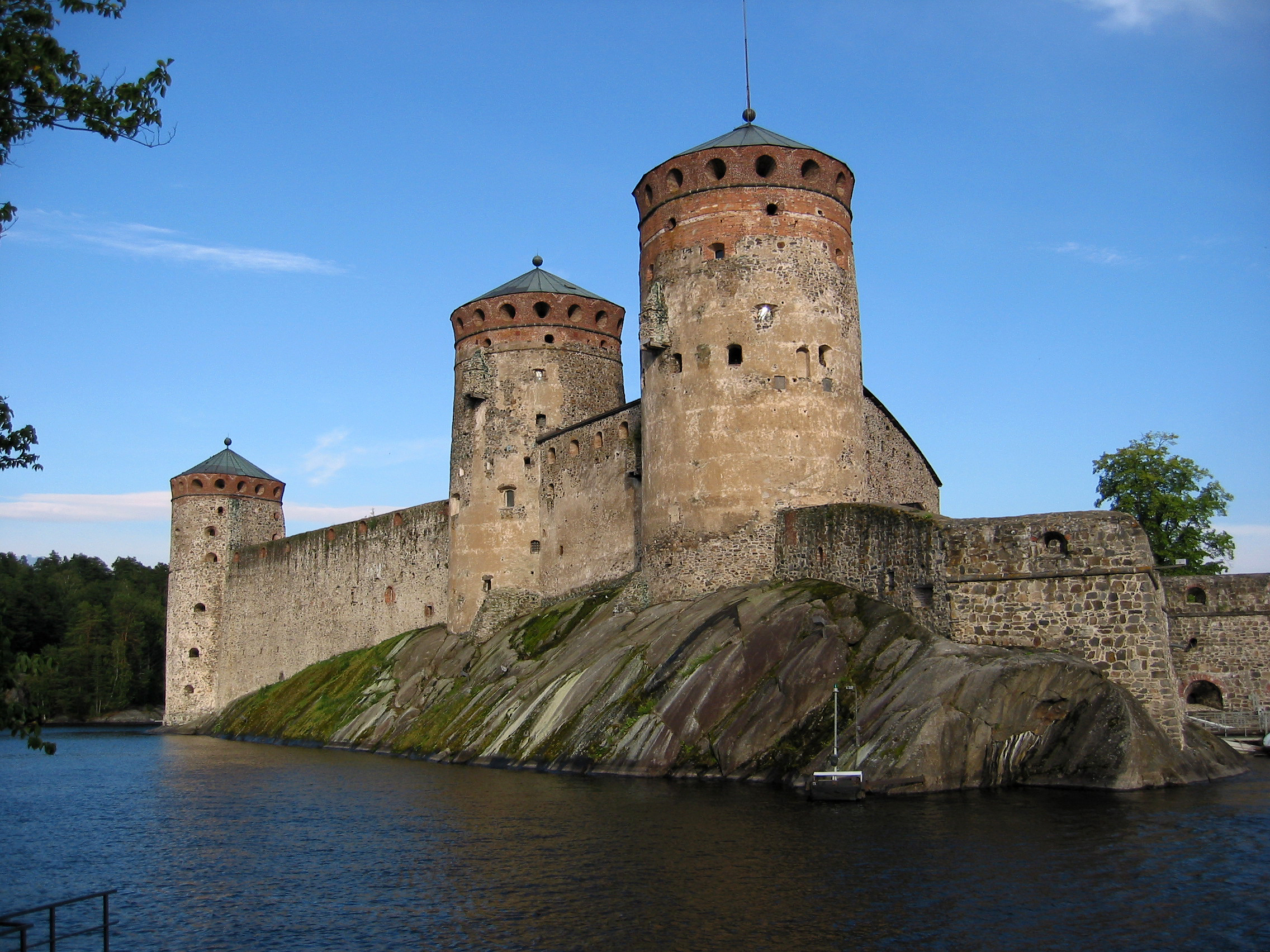
歌剧节的演出地点：奥拉维城堡

萨翁林纳歌剧节（芬蘭語：Savonlinnan oopperajuhlat）是一个每年七月份在芬兰城市萨翁林纳举办，为期约一个月的歌剧节。歌剧演出的地点是位于塞马湖，始建于1475年的奥拉维城堡。

## 歷史沿革

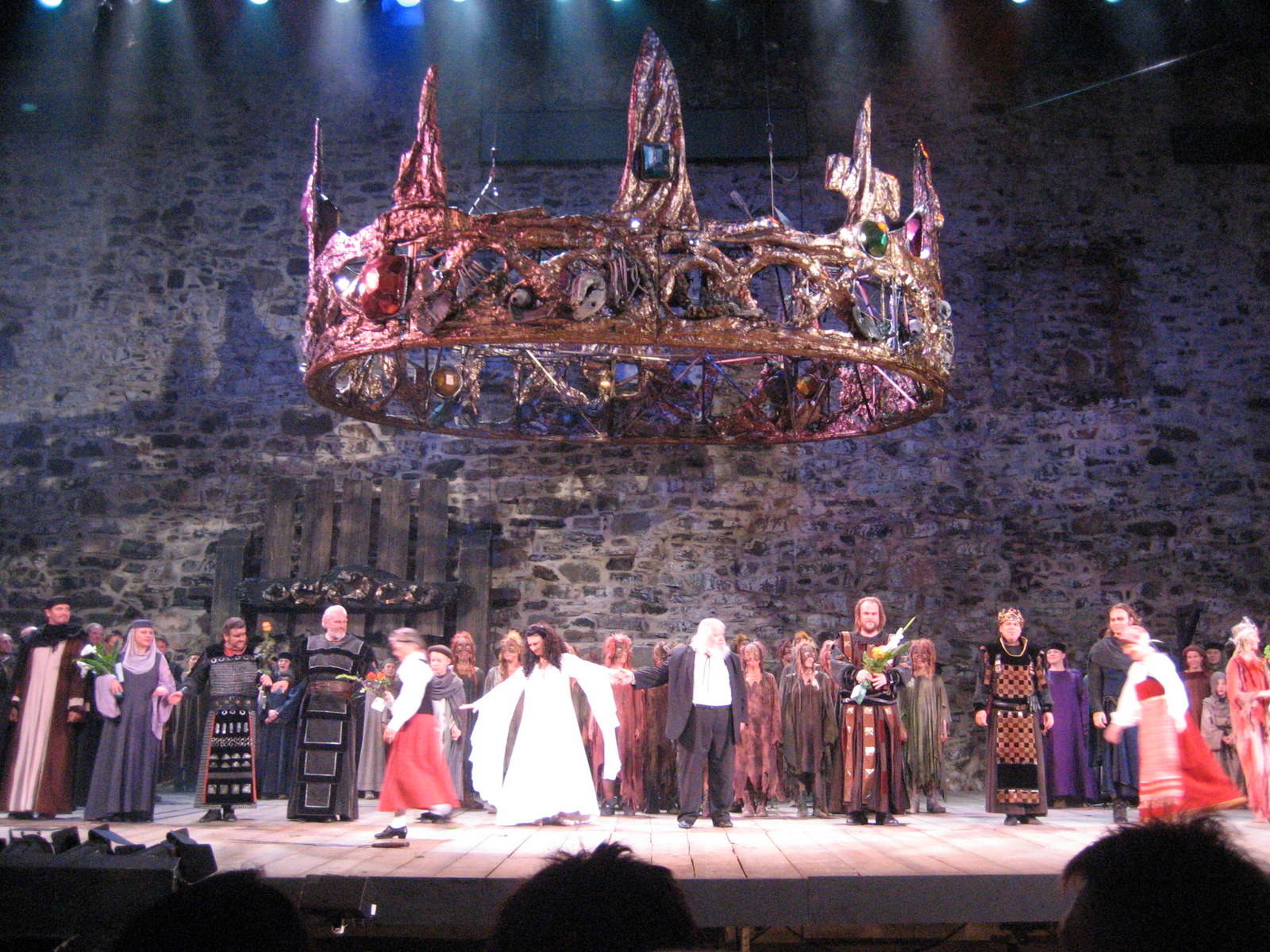
2007年歌剧演出谢幕时的情景

芬兰女高音歌唱家爱诺·阿克特（Aino Ackté）于1912年在奥拉维城堡举办了第一届歌剧节，之后又接着在1913年、1914年、1916年和1930年举办了歌剧节。在此以后歌剧节活动沉寂了37年。
1965年开始了歌剧节重启的筹备活动，当时市政府和始于1955年的萨翁林纳音乐节共同成立了筹备小组。音乐节有一个附带的歌剧进修课程。1967年歌剧课程小组在奥拉维城堡演出了贝多芬的歌剧《费德里奥》，正式重啟活動，自此观众人数和知名度皆稳步增长。
1973年，演出了莫扎特《魔笛》。从1987年起，歌剧节开始邀请其它国家的歌剧院前来演出。2008年上海歌剧院受邀前来演出了威尔第的歌剧《奥泰罗》、温德清的歌剧《赌命》（法語：Le Pari）和冼星海的《黄河大合唱》。

## 近年活動

### 2016年
2016年歌剧节的主题是意大利歌剧：威尔第的《奥泰罗》、《法尔斯塔夫》和《麦克白》，普契尼的《波希米亚人》，贝利尼的《诺尔玛》，以及莫扎特的《唐·喬望尼》。此外还有雅那切克的《死屋手记》。

### 2017年

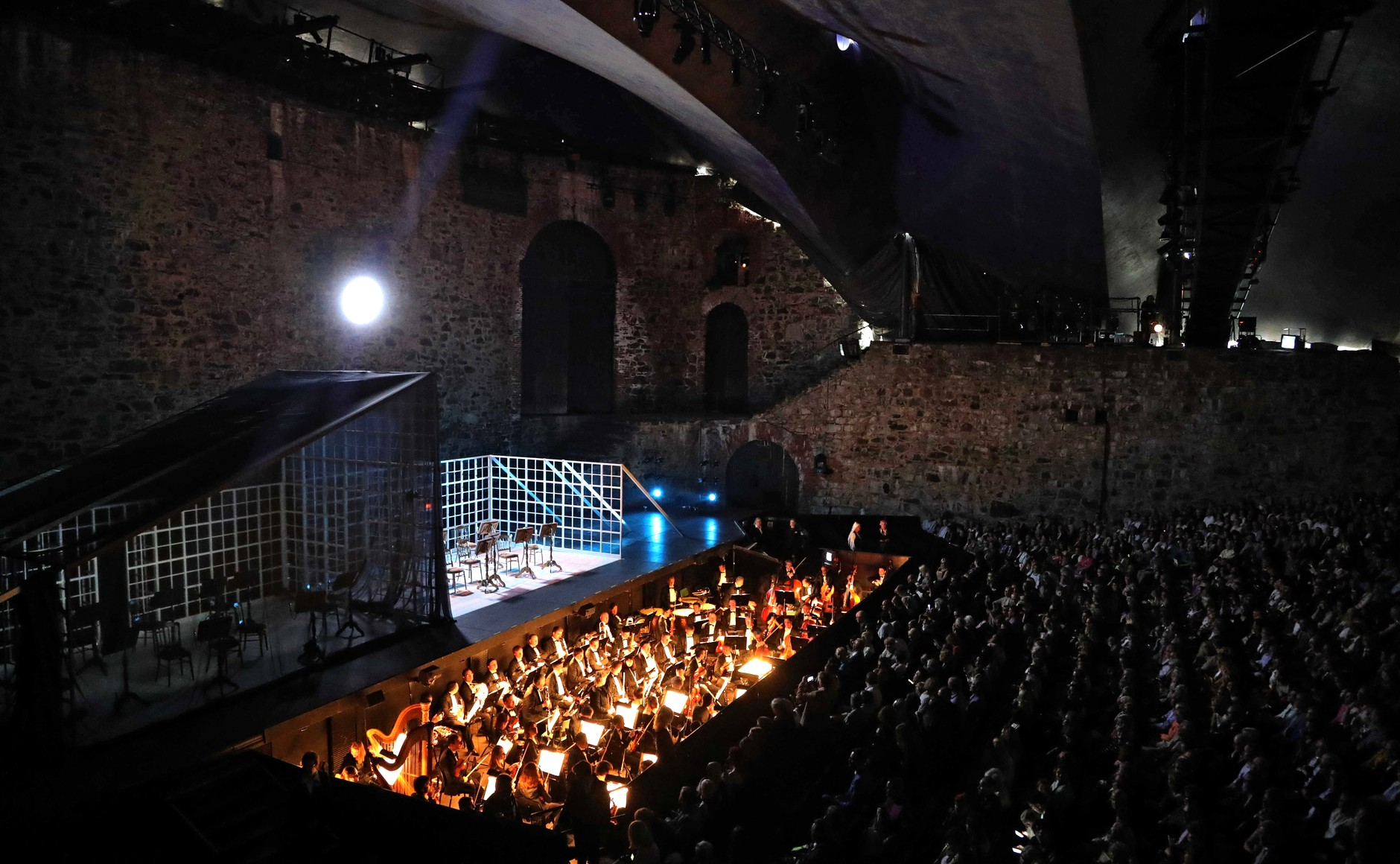
2017年7月27日演出场景（图片来源：www.kremlin.ru）

2017年歌剧节在2017年7月7日至8月6日举行。歌剧节为庆祝芬兰共和国独立100周年而演出由芬兰作曲家奥利斯·萨利宁谱写的两部歌剧：《水中城堡》和《库莱尔沃》，其中《水中城堡》是在世界范围内的首演。此外歌剧节上还将演出莫扎特的《后宫诱逃》和威尔第的《弄臣》。
像往年一样，歌剧节也邀请了其它国家的歌剧院来演出。这一年邀请的是莫斯科大剧院和马德里皇家剧院。莫斯科大剧院演出的是柴可夫斯基的两部作品：歌剧《Iolanta》和《叶甫盖尼·奥涅金》的音乐会版本。马德里皇家剧院则演出了贝利尼的《清教徒》。

### 2018年

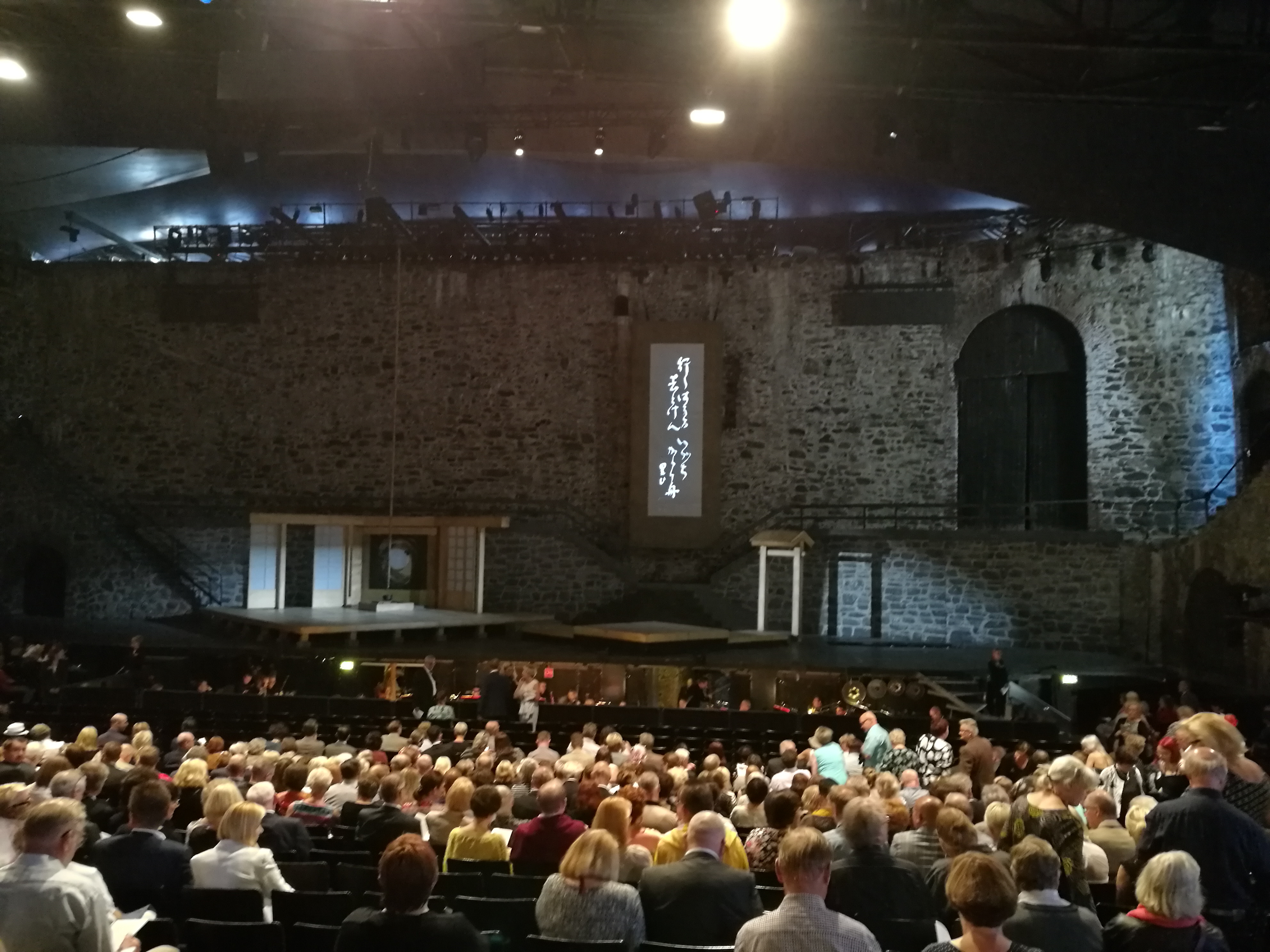
2018年《蝴蝶夫人》的舞台设计

2018年歌剧节在2018年7月6日至8月4日举行。该年演出的歌剧有柴可夫斯基的《黑桃皇后》、古诺的《浮士德》、普契尼的《蝴蝶夫人》和威尔第的《奥泰罗》。
该年邀请的外国歌剧表演团体是意大利的普契尼音乐节。他们带来的是普契尼的歌剧《托斯卡》和《图兰朵》。

### 2019年
2019年歌剧节在2019年7月4日至8月3日举行。演出的歌剧有罗西尼的《塞维利亚的理发师》、威尔第的《弄臣》、莫扎特的《后宫诱逃》。
该年邀请的外国歌剧院是斯卡拉大剧院和维也纳人民歌剧院。斯卡拉大剧院演出威尔第的《强盗》，而维也纳人民歌剧院的剧目则是小约翰·施特劳斯的《蝙蝠》。

### 2020–21年
2020年歌剧节原本定在2020年7月3日至31日举行。演出的歌剧包括近年来在世界各地开始倍受关注的卡罗尔·席曼诺夫斯基的《罗杰王》和其他经典歌剧乔治·比才的《卡门》、威尔第的《茶花女》及罗西尼的《塞维利亚的理发师》。
2020年受邀前来演出的歌剧院是来自克罗地亚城市里耶卡的克罗地亚国家剧院。他们演出的歌剧是亨德尔的《尤利乌斯·凯撒》和儒勒·马斯内的《维特》。
但由于受到新型冠状病毒疫情的影响，2020年的歌剧节被迫推迟至2021年举行。节目单保持不变，预售出的门票也自动顺延至下一年。
由于新冠疫情带来的风险，2021年的歌剧节也同样被取消，但几场音乐会和蒂莫·穆斯塔卡利奥歌唱比赛将按计划举行。

### 2022年
2022年歌剧节在2022年7月1日至31日举行。演出的歌剧有威尔第的《阿依達》、比才的《卡门》、普契尼的《托斯卡》。
该年邀请的外国歌剧院是里耶卡克罗地亚国家剧院。他们演出的歌剧是亨德尔的《尤利乌斯·凯撒》以及布索尼的《Arlecchino》跟普契尼的《賈尼·斯基基》两部短剧的合场。

### 2023年
2023年歌剧节在7月1日至30日举行。演出的歌剧有古诺的《罗密欧与朱丽叶》、莫扎特的《魔笛》、罗西尼的《塞維利亞的理髮師》。
该年邀请的外国歌剧院是哈根剧院。他们演出的歌剧是巴托克的《蓝胡子公爵的城堡》跟欧蒂·塔尔基艾宁的《自己的房间》两部短剧的合场。此外他们还演出音乐剧《屋顶上的提琴手》。

### 2024年
2024年歌剧节在7月5日至8月4日举行。演出的歌剧有瓦格纳的《罗恩格林》、威尔第的、莫扎特的《唐·喬望尼》。
该年邀请的客座剧院有两个。瑞典的诺尔兰歌剧院出演萨里阿霍的《阿德里亚娜·马泰尔》，捷克的布拉格國家劇院出演斯美塔那的《被出卖的新嫁娘》。

### 2025年
2025年歌剧节在7月4日至8月2日举行。演出的歌剧有威尔第的《麦克白》、普契尼的《杜蘭朵》、穆索尔斯基的《鲍里斯·戈杜诺夫》及科科宁的《最后的诱惑》。
此次邀请的客座剧院是来自加泰罗尼亚乡村地区的佩雷拉达音乐节，他们演出的是珀塞爾的《仙后》。